# Söderala landsfiskalsdistrikt/Skogs landsfiskalsdistrikt
Söderala landsfiskalsdistrikt var 1918–1964 ett landsfiskalsdistrikt i Gävleborgs län, bildat som Skogs landsfiskalsdistrikt när Sveriges indelning i landsfiskalsdistrikt trädde i kraft den 1 januari 1918, enligt beslut den 7 september 1917. 1 januari 1947 ändrades distriktet namn till Söderala landsfiskalsdistrikt. Den 1 januari 1965 avskaffades i Sverige samtliga landsfiskaler och landsfiskalsdistrikt, och deras arbetsuppgifter delades upp på de nyskapade indelningarna polisdistrikt, åklagardistrikt och kronofogdedistrikt.
Landsfiskalsdistriktet låg under länsstyrelsen i Gävleborgs län, och landsfiskalen var baserad i Holmsveden och tidigast från 1940 i Stråtjära. Senast från 1942 var landsfiskalen baserad i Bergvik.

## Ingående områden
Från början omfattade distriktet Skogs landskommun. När Sveriges nya indelning i landsfiskalsdistrikt trädde i kraft den 1 oktober 1941 (enligt kungörelsen den 28 juni 1941) tillfördes de två församlingarna Bergvik och Ljusne i Söderala landskommun från det upplösta Söderala landsfiskalsdistrikt. Den 1 januari 1947 (enligt beslut den 4 oktober 1946) tillfördes Söderala församling från Norrala landsfiskalsdistrikt då regeringen beslutade att hela Söderala landskommun skulle ingå i Skogs landsfiskalsdistrikt, som samtidigt fick namnet Söderala landsfiskalsdistrikt. När Sveriges nya indelning i landsfiskalsdistrikt trädde i kraft den 1 januari 1952 (enligt kungörelsen 1 juni 1951) utökades detta distrikt genom att Mo landskommun i Norrala landsfiskalsdistrikt inkorporerades i Söderala landskommun genom kommunreformen som trädde i kraft samma datum.

### Från 1918
- Skogs landskommun

### Från 1 oktober 1941
- Bergviks och Ljusne församlingar i Söderala landskommun
- Skogs landskommun

### Från 1947
- Skogs landskommun
- Söderala landskommun

## Landsfiskaler
- 1917-tidigast 1929: Herman Westerlund, född 1875.[3][12][4]
- tf 1929-tidigast 1935: John Gunnar O:son Garpenberg, född 1899.[4][5]
- 1935-tidigast 1947: Carl Albert Moestad (före tidigast 1945 benämnd Carl Albert Svensson), född 1897 (tf 1935, ordinarie senast 1941)[5][6][13][14][7]